# Thamnaconus
Thamnaconus – rodzaj morskich ryb rozdymkokształtnych z rodziny jednorożkowatych.

## Klasyfikacja
Gatunki zaliczane do tego rodzaju:
| - Thamnaconus analis - Thamnaconus arenaceus - Thamnaconus degeni - Thamnaconus fajardoi - Thamnaconus fijiensis - Thamnaconus garretti - Thamnaconus hypargyreus - Thamnaconus melanoproctes | - Thamnaconus modestoides - Thamnaconus modestus - Thamnaconus multilineatus - Thamnaconus paschalis - Thamnaconus septentrionalis - Thamnaconus striatus - Thamnaconus tessellatus |